# Будинок Таубіна
Будинок Таубіна — пам'ятка місцевого значення у Білій Церкві. розташована на бульварі Олександрійському. Реєстраційний номер 15-КВ. Збудований у кінці XIX століття. Знаходиться за адресою вулиця Гординського, 68/6. Станом на березень 2013 року у приміщенні будинку був корпус білоцерківського філіалу Київського національного університету культури та мистецтв.

## Історія
У 1918-1920 рр. розташувався Білоцерківський ревком, а у 1921 році штаб 1-го кінного корпусу Червоного козацтва під командуванням В. М. Примакова.

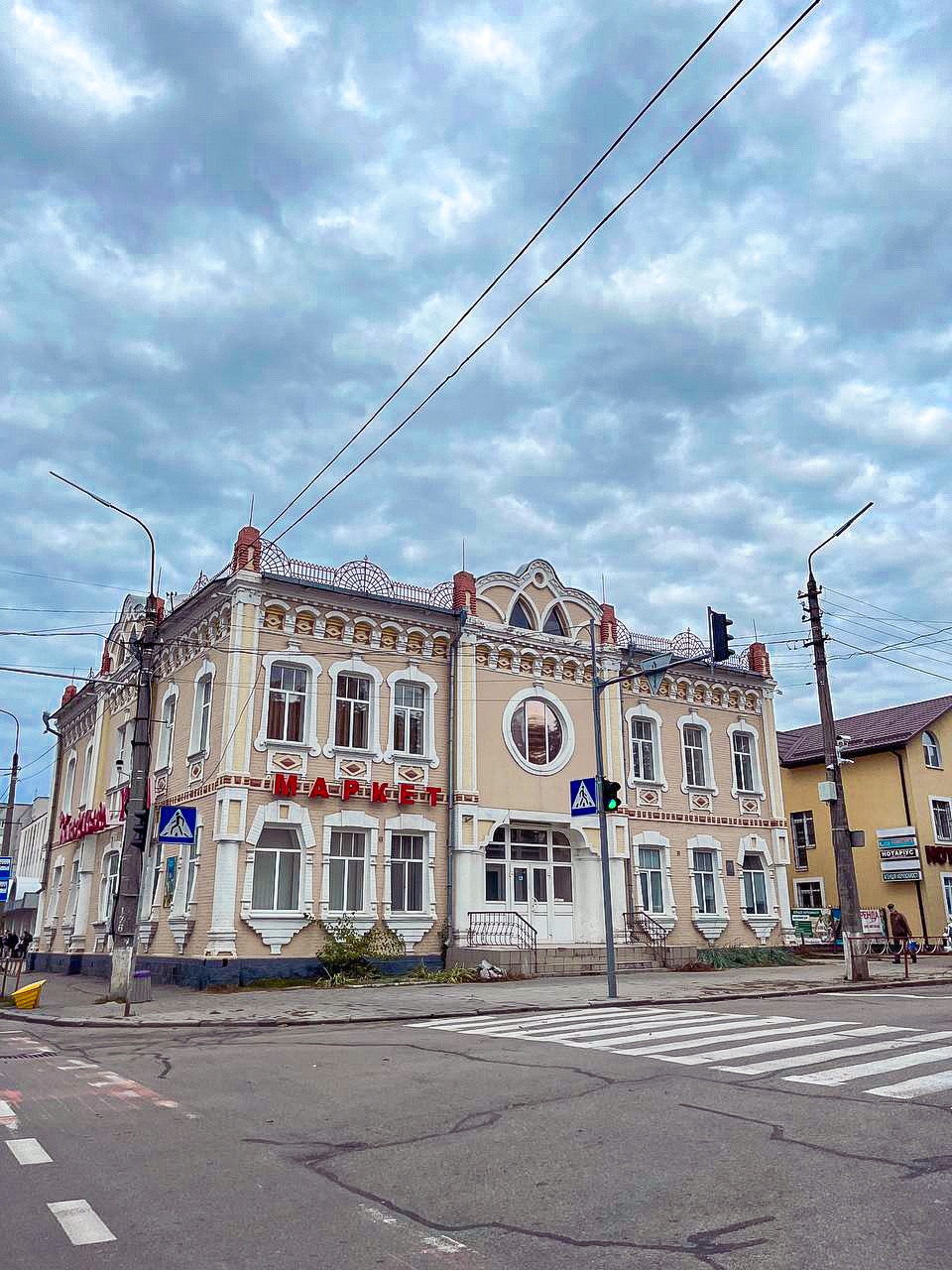
Будинок Таубіна, Біла Церква,вул. Героїв Небесної Сотні, 68/6 (на перехресті з Героїв 72-ї Бригади (Олександрійським бульваром))

Про це свідчить пам'ятна дошка на будинку на честь того ж Примакова Віталія Марковича.

## Галерея
|  |  |